# Víctor Manuel Arévalo Delgado
Víctor Manuel Arévalo Delgado (Tarapoto, 30 de setiembre de 1895-Lima, 4 de agosto de 1964) fue un abogado, diplomático y político peruano, que fue 5.º alcalde del Rímac, diputado a las Asambleas Constituyentes (1919 y 1931-1936), delegado plenipotenciario del Perú para la Comisión Mixta que visitó el Putumayo (1937), senador de la República del Perú (1939-1945 y 1956-1962), 2.º vicepresidente (1943) y finalmente 1.º vicepresidente de la Cámara de Senadores del Perú (1957-1958)

## Biografía
Víctor M. Arévalo, perteneció a una antigua y prominente familia del departamento de San Martín, siendo hijo legítimo de Manuel Arévalo y Orbe, Subprefecto de San Martín en 1884, 1909 y 1914; y seis veces Alcalde de Tarapoto (1886, 1891-1892, 1893, 1895-1896, 1899-1900, 1903-1904), y de María Belén Delgado Morey.
Asimismo, fue hermano de Jorge Arévalo Delgado, diputado por San Martín y secretario de la Cámara de Diputados (1956-1962); Carlos Gustavo Arévalo, prefecto de San Martín, cónsul general del Perú en La Paz, Bolivia, y diputado por San Martín (1939-1945 y 1945-1950); Benedicto Arévalo, cónsul del Perú en el Reino Unido de Gran Bretaña e Irlanda del Norte; y tío abuelo del historiador del Alexis Rolando Arévalo y Vergara, miembro de la Sociedad de Amantes del País.
Realizó sus estudios escolares en el Colegio Nacional San Miguel, de su ciudad natal. Estudió Ciencias Políticas, Administrativas y Derecho en la Universidad Nacional Mayor de San Marcos donde se recibió de abogado en 1921; posteriormente, se recibió de doctor. Fue incorporado como miembro del Colegio de Abogados de Lima, el 31 de diciembre de 1928 y admitido como socio activo del Club de la Unión.

## Labor periodística
Víctor M. Arévalo participó activamente en la política peruana de principios del siglo XX, siendo en un principio simpatizante del Partido Civil. Sin embargo, luego de ingresar como redactor del periódico Germinal decidió apoyar abiertamente la política reaccionaria del presidente Augusto B. Leguía, lo que le valió su ascenso político. Estas relaciones se vieron fortalecidas cuando fue nombrado secretario del general César Canevaro, combatiente de la Guerra del Pacífico, primer vicepresidente de la República (1919-1922) y presidente del Senado (1921-1922). Víctor M. Arévalo fue elegido diputado pero no por esto dejó sus labores periodísticas, llegando a ocupar, años más tarde, el cargo de director del diario La Nación (1934-1935).

## Labor política como diputado electo
Dada sus cercanas relaciones con el general César Canevaro, y con tan solo 24 años, logró ser elegido diputado por San Martín, a la Asamblea Constituyente (1919), siendo miembro de la Comisión de Gobierno y de Reglamento del Congreso. Asimismo, fue elegido 5.º alcalde del Rímac (1922) y diputado al Congreso Constituyente (1931-1936) por Unión Revolucionaria, el cual se convocó a fin de elaborar una nueva Constitución Política, que fue promulgada en 1933.
En el Congreso Constituyente de 1931 se discutieron importantes asuntos referentes a cuestiones económicas, tales como: el capital extranjero, los monopolios, la propiedad, etc.; en las que tuvo destacada participación el diputado Víctor M. Arévalo. Se dice que durante las intervenciones hubo «elevación en el debate y gran profundidad de análisis en diversos rubros». En especial cuando se pretendió incluir un artículo sobre los impuestos que deberían pagar las empresas por las rentas que se envíen fuera del territorio nacional, intervinieron los diputados Víctor Arévalo, Víctor Andrés Belaunde y Gerardo Balbuena, centrándose el debate en la inversión extranjera y las condiciones en que ésta debería ser admitida en territorio nacional, proponiéndose para tal efecto el siguiente artículo: «Las rentas que se envíen al extranjero pagarán un impuesto adicional conforme a una escala progresiva que determinará la ley». Víctor Arévalo, partidario decisivo de la incorporación de dicho artículo, opinaba de esta manera:

... Yo no acepto, señor Presidente, que se suprima la palabra adicional, porque la Comisión lo que ha querido precisamente al redactar este artículo es que se graven todas las rentas o sea los capitales provenientes de los capitales que trabajan en el Perú, que se graven todas, sin distinción entre nacionales y extranjeras. No tenemos señor Presidente y este es el espíritu de la Asamblea porque poner en situación privilegiada a las empresas extranjeras sobre las empresas nacionales...

## Labor diplomática como delegado plenipotenciario
Concluido su periodo como diputado, y ocurrido el conflicto fronterizo entre el Perú y Colombia (1932-1933), también conocido como el incidente de Leticia, el general Óscar R. Benavides, presidente del Perú, decidió nombrarlo delegado plenipotenciario del Perú para la Comisión Mixta que visitó el Putumayo en 1937, «en reemplazo del doctor M.P. Villanueva, que había fallecido», y quien se había desempeñado como Cónsul del Perú en Manaos, Brasil. Por su actuación diplomática, el gobierno colombiano, a propuesta del ministerio de Relaciones Exteriores de dicho país, le concedió su condecoración más importante, la Orden de Boyacá, en el grado de Comendador, señalando que se hacía «como testimonio de su reconocimiento por su labor americanista de vinculación entre los dos países hermanos, que desarrollaron con alto espíritu y singular tacto, estos distinguidos ciudadanos».
El historiador del Derecho Alexis R. Arévalo Vergara, miembro de la Sociedad de Amantes del País, sobrino nieto de Víctor M. Arévalo, en su ponencia para la conferencia "Conflicto Amazónico 1932-1934", organizada por la Sociedad Peruana de Historia y la Municipalidad de Lima, refirió que «concluida la firma del Protocolo de Río de Janeiro (1934), en la que intervinieron tan activamente los doctores Víctor Andrés Belaúnde y José de la Riva-Agüero y Osma, como hemos podido revisar en detalle en su "Correspondencia Amazónica", se establecieron ciertos parámetros que debían finiquitar la línea fronteriza entre el Perú y Colombia. En tal sentido, se ordenó, en un plazo no mayor de cuatro años, que una Comisión Mixta fijará la división en el Putumayo; esta tarea tocó en 1937 a mi distinguido tío el Dr. Víctor M. Arévalo, quien por su destacada labor diplomática como Delegado Plenipotenciario del Perú, sería condecorado con la más alta distinción colombiana, la Orden de Boyacá, en el grado de Comendador».

## Labor política como senador electo
Fue elegido senador de la República del Perú por el departamento de San Martín de 1939 a 1945 y de 1956 a 1962,  por el partido Movimiento Democrático Peruano, en ambos casos coincidiendo con los gobiernos de Manuel Prado Ugarteche.
El 14 de febrero de 1942, el Congreso Nacional invitó al presidente Manuel Prado Ugarteche, para felicitarlo públicamente por la firma del Protocolo de Paz, Amistad y Límites de Río de Janeiro, del 29 de enero de 1942, que puso fin al conflicto ecuatoriano-peruano. El senador Víctor M. Arévalo, miembro de la Comisión Diplomática del Senado, pidió la palabra, pronunciando un discurso de agradecimiento por la voluntad política del presidente Prado de finiquitar esta cruenta guerra que afectaba especialmente al nororiente peruano:

Señor Presidente: La Presidencia, al conceder la palabra al Senador por San Martín, justifica el que yo haga uso de ella ya que el departamento de San Martín es, señores Representantes, como bien lo sabéis, tierra de la antigua Comandancia General de Maynas. El Senador por esas tierras tiene que expresar en esta solemne oportunidad, con el alborozo de ellas, su intensa satisfacción patriótica por el Protocolo de Paz, Amistad y Límites que se acaba de firmar en Río de Janeiro como magna coronación del esfuerzo titánico del Presidente Prado por defender la heredad que la patria peruana ha constituido siempre, moral y materialmente, y que afirma y consolida de una vez por todas, los derechos de soberanía seculares del Perú sobre nuestra Amazonía. La obra internacional de Río pone término a una etapa de inquietudes del oriente peruano y abre otra de diáfana tranquilidad en que el trabajo transformará nuestra selva ubérrima para dar a la grandeza de la patria futura.

Finaliza, su discurso señalando que:

De hoy en adelante, señor presidente, el Perú entero, y con el Perú nuestro vasto Oriente, vivirán una etapa de trabajo sin las inquietudes pasadas, y bajo esta etapa lograremos el puesto de honor que nos corresponde en el concierto de las naciones de América. Al presidente Prado le deberá la República su futura grandeza, y esta grandeza la alcanzaremos prontamente poniendo la mano del Gobierno en los múltiples problemas de la Amazonía. El pacto de Río de Janeiro del 29 de enero último significa el mayor triunfo diplomático del Perú independiente, y es también el punto inicial de la gran cruzada de esfuerzo y de trabajo que superará a nuestro pasado y nuestro presente y que hará surgir un Perú como el de nuestros incas.

En 1956 integró el comité central directivo del Frente Patriótico Nacional, que proclamó la candidatura presidencial de Manuel Prado Ugarteche
Resulta relevante mencionar que en 1961, el senador Víctor M. Arévalo fue presidente de la Comisión interparlamentaria, integrada por los senadores Barco y López, y el técnico actuarial alemán Dr. Hûbeck, comisión que dictaminó el proyecto del estatuto definitivo del Seguro Social del Empleado. Esta normativa favoreció grandemente a los empleados del Perú, y se concretó con la promulgación, el 9 de noviembre de 1961, de «la Ley 13724 del Seguro Social del Empleado, que creó una Caja de Maternidad-Enfermedad y una Caja de Pensiones, cubriendo los requerimientos de salud y pensiones de los empleados públicos y privados».

## Legado
Dada su larga trayectoria en el Congreso de la República, la figura del senador Víctor M. Arévalo, es muy valorada en especial en los distritos y provincias que fueron creados por su iniciativa. Por ejemplo, en su ciudad natal Tarapoto una de las calles principales lleva su nombre.
Asimismo, se puede referir que la Promoción de la Maestría en Derecho del Trabajo y de la Seguridad Social (2014), de la Universidad Nacional Mayor de San Marcos, lleva también su nombre, en atención a su amplia labor legislativa y por su denodado compromiso con el Derecho Laboral, al haber sido el principal gestor de la Ley N° 13724, Ley del Seguro Social del Empleado.

## Distinciones
- Orden de Boyacá, en el grado de Comendador, 1938.

## Ancestros
| \| \| \| \| \| \| \| \| \| \| \| \| \| \| \| \| \| \| \| \| 8. Josef Tomás de Arévalo y Maceda \| \| \| \| \| \| \| \| \| \| \| \| \| \| \| \| \| \| \| \| \| \| \| \| \| \| \| \| \| \| \| \| \| \| \| \| \| \| \| \| \| \| \| \| \| \| \| \| \| \| \| \| \| \| 4. José Benedicto de Arévalo y García de Torres (1786-1857) \| \| \| \| \| \| \| \| \| \| \| \| \| \| \| \| \| \| \| \| \| \| \| \| \| \| \| \| \| \| \| \| \| \| \| \| \| \| \| \| \| \| \| \| \| \| \| \| \| \| \| \| \| \| 9. Juliana Paula García de Torres y Gómez-Trigoso \| \| \| \| \| \| \| \| \| \| \| \| \| \| \| \| \| \| \| \| \| \| \| \| \| \| \| \| \| \| \| \| \| \| \| \| \| \| \| \| \| \| \| \| \| \| \| \| \| \| \| \| \| \| 2. Manuel Arévalo y Orbe (1846-1919) \| \| \| \| \| \| \| \| \| \| \| \| \| \| \| \| \| \| \| \| \| \| \| \| \| \| \| \| \| \| \| \| \| \| \| \| \| \| \| \| \| \| \| \| \| \| \| \| \| \| \| \| \| \| 10. José Julián Orbe, \| \| \| \| \| \| \| \| \| \| \| \| \| \| \| \| \| \| \| \| \| \| \| \| \| \| \| \| \| \| \| \| \| \| \| \| \| \| \| \| \| \| \| \| \| \| \| \| \| \| \| \| \| \| 5. María Manuela Orbe y de la Estrella (1807-1858) \| \| \| \| \| \| \| \| \| \| \| \| \| \| \| \| \| \| \| \| \| \| \| \| \| \| \| \| \| \| \| \| \| \| \| \| \| \| \| \| \| \| \| \| \| \| \| \| \| \| \| \| \| \| 11. María Purificación de la Estrella \| \| \| \| \| \| \| \| \| \| \| \| \| \| \| \| \| \| \| \| \| \| \| \| \| \| \| \| \| \| \| \| \| \| \| \| \| \| \| \| \| \| \| \| \| \| \| \| \| \| \| \| \| \| 1. Víctor Manuel Arévalo Delgado (1895-1964) \| \| \| \| \| \| \| \| \| \| \| \| \| \| \| \| \| \| \| \| \| \| \| \| \| \| \| \| \| \| \| \| \| \| \| \| \| \| \| \| \| \| \| \| \| \| \| \| \| \| \| \| \| \| 6. Gregorio Delgado González \| \| \| \| \| \| \| \| \| \| \| \| \| \| \| \| \| \| \| \| \| \| \| \| \| \| \| \| \| \| \| \| \| \| \| \| \| \| \| \| \| \| \| \| \| \| \| \| \| \| \| \| \| \| 3. María Belén Delado y Morey \| \| \| \| \| \| \| \| \| \| \| \| \| \| \| \| \| \| \| \| \| \| \| \| \| \| \| \| \| \| \| \| \| \| \| \| \| \| \| \| \| \| \| \| \| \| \| \| \| \| \| \| \| \| 14. José Ignacio Buenaventura Morey y Capdebou (1819-1891) \| \| \| \| \| \| \| \| \| \| \| \| \| \| \| \| \| \| \| \| \| \| \| \| \| \| \| \| \| \| \| \| \| \| \| \| \| \| \| \| \| \| \| \| \| \| \| \| \| \| \| \| \| \| 7. María Camila Morey Arias (1847-1927) \| \| \| \| \| \| \| \| \| \| \| \| \| \| \| \| \| \| \| \| \| \| \| \| \| \| \| \| \| \| \| \| \| \| \| \| \| \| \| \| \| \| \| \| \| \| \| \| \| \| \| \| \| \| 15. María Alegría Arias Bahamonde (1830-1903) \| \| \| \| \| \| \| \| \| \| \| \| \| \| \| \| \| \| \| \| \| \| \| \| \| \| \| \| \| \| \| \| \| \| \| \| \| \| \| \| \| \| \| \| \| \| \| \| \| \| \| \| |                                                             |  |  |  |  |  |  |  |  |  |  |  |  |  |  |  |
| |                                                             |  |  |  |  |  |  |  |  |  |  |  |  |  |  |  |
| | 8. Josef Tomás de Arévalo y Maceda                          |  |  |  |  |  |  |  |  |  |  |  |  |  |  |  |
| |                                                             |  |  |  |  |  |  |  |  |  |  |  |  |  |  |  |
| |                                                             |  |  |  |  |  |  |  |  |  |  |  |  |  |  |  |
| | 4. José Benedicto de Arévalo y García de Torres (1786-1857) |  |  |  |  |  |  |  |  |  |  |  |  |  |  |  |
| |                                                             |  |  |  |  |  |  |  |  |  |  |  |  |  |  |  |
| |                                                             |  |  |  |  |  |  |  |  |  |  |  |  |  |  |  |
| | 9. Juliana Paula García de Torres y Gómez-Trigoso           |  |  |  |  |  |  |  |  |  |  |  |  |  |  |  |
| |                                                             |  |  |  |  |  |  |  |  |  |  |  |  |  |  |  |
| |                                                             |  |  |  |  |  |  |  |  |  |  |  |  |  |  |  |
| | 2. Manuel Arévalo y Orbe (1846-1919)                        |  |  |  |  |  |  |  |  |  |  |  |  |  |  |  |
| |                                                             |  |  |  |  |  |  |  |  |  |  |  |  |  |  |  |
| |                                                             |  |  |  |  |  |  |  |  |  |  |  |  |  |  |  |
| | 10. José Julián Orbe,                                       |  |  |  |  |  |  |  |  |  |  |  |  |  |  |  |
| |                                                             |  |  |  |  |  |  |  |  |  |  |  |  |  |  |  |
| |                                                             |  |  |  |  |  |  |  |  |  |  |  |  |  |  |  |
| | 5. María Manuela Orbe y de la Estrella (1807-1858)          |  |  |  |  |  |  |  |  |  |  |  |  |  |  |  |
| |                                                             |  |  |  |  |  |  |  |  |  |  |  |  |  |  |  |
| |                                                             |  |  |  |  |  |  |  |  |  |  |  |  |  |  |  |
| | 11. María Purificación de la Estrella                       |  |  |  |  |  |  |  |  |  |  |  |  |  |  |  |
| |                                                             |  |  |  |  |  |  |  |  |  |  |  |  |  |  |  |
| |                                                             |  |  |  |  |  |  |  |  |  |  |  |  |  |  |  |
| | 1. Víctor Manuel Arévalo Delgado (1895-1964)                |  |  |  |  |  |  |  |  |  |  |  |  |  |  |  |
| |                                                             |  |  |  |  |  |  |  |  |  |  |  |  |  |  |  |
| |                                                             |  |  |  |  |  |  |  |  |  |  |  |  |  |  |  |
| | 6. Gregorio Delgado González                                |  |  |  |  |  |  |  |  |  |  |  |  |  |  |  |
| |                                                             |  |  |  |  |  |  |  |  |  |  |  |  |  |  |  |
| |                                                             |  |  |  |  |  |  |  |  |  |  |  |  |  |  |  |
| | 3. María Belén Delado y Morey                               |  |  |  |  |  |  |  |  |  |  |  |  |  |  |  |
| |                                                             |  |  |  |  |  |  |  |  |  |  |  |  |  |  |  |
| |                                                             |  |  |  |  |  |  |  |  |  |  |  |  |  |  |  |
| | 14. José Ignacio Buenaventura Morey y Capdebou (1819-1891)  |  |  |  |  |  |  |  |  |  |  |  |  |  |  |  |
| |                                                             |  |  |  |  |  |  |  |  |  |  |  |  |  |  |  |
| |                                                             |  |  |  |  |  |  |  |  |  |  |  |  |  |  |  |
| | 7. María Camila Morey Arias (1847-1927)                     |  |  |  |  |  |  |  |  |  |  |  |  |  |  |  |
| |                                                             |  |  |  |  |  |  |  |  |  |  |  |  |  |  |  |
| |                                                             |  |  |  |  |  |  |  |  |  |  |  |  |  |  |  |
| | 15. María Alegría Arias Bahamonde (1830-1903)               |  |  |  |  |  |  |  |  |  |  |  |  |  |  |  |
| |                                                             |  |  |  |  |  |  |  |  |  |  |  |  |  |  |  |
| |                                                             |  |  |  |  |  |  |  |  |  |  |  |  |  |  |  |